# Slipping Through My Fingers
Singles de ABBA
Andante, Andante
(1981) Lay All Your Love on Me
(1981)
Slipping Through My Fingers est une chanson du groupe de pop ABBA écrite par Björn Ulvaeus et Benny Andersson et sortie en 1981 sur leur album, The Visitors. Les paroles sont chantées par Agnetha Fältskog. La chanson exprime les regrets d'une mère à propos de la rapidité à laquelle grandit sa fille, et du fait qu'elles ne peuvent pas rester ensemble assez souvent, la fille allant à l'école.
La chanson a été inspirée de la fille de Björn et de Agnetha, Linda Ulvaeus, qui avait sept ans à l'époque où la chanson a été écrite. 
Cette chanson est seulement sortie sous forme de single au Japon (Discomate, 1981), où il était sous forme de vinyle rouge faisant la promotion de The Coca-Cola Company. Il n'y avait rien sur la face B à part une image imprimée du groupe. Un album éponyme avec une couverture similaire est aussi sorti au Japon.

## La version espagnole
Se Me Está Escapando est la version de Slipping Through My Fingers en espagnol, les paroles ayant été écrites par Buddy et Mary McCluskey. La chanson est sortie en single dans les pays hispanophones en 1982 et a été incluse dans la version Sud-Américaine de l'album The Visitors. La chanson est pour la première fois sortie en CD en 1994  en faisant partie de la compilation Américaine de Polydor Más ABBA Oro, et en 1999 a été incluse dans la version élargie de la compilation des succès d'ABBA ABBA Oro: Grandes Éxitos.

## Reprises
- La chanson fait partie de la comédie musicale inspirée des chansons d'ABBA, Mamma Mia !, ainsi que dans l'adaptation filmique de la comédie musicale sortie en 2008, dans laquelle elle est chantée par Meryl Streep et Amanda Seyfried. Elle est chantée quand la mère, Donna, aide sa fille Sophie à se préparer pour son mariage. Dans la comédie musicale, Donna chante cette chanson comme si elle se remémorait les joies et les regrets d'élever Sophie toute seule.
- La chanteuse Américaine de comédie musicale, Wendy Coates, a fait une reprise de la chanson pour son album Journeys sorti en 2001.

## Autres informations
- La chanson a été utilisée dans un montage de photos et de clips vidéos lors de l'enterrement de la star de télé réalité, Jade Goody, en avril 2009.